# Astronesthes chrysophekadion
Astronesthes chrysophekadion is een  straalvinnige vissensoort uit de familie van Stomiidae. De wetenschappelijke naam van de soort is voor het eerst geldig gepubliceerd in 1849 door Bleeker.